# Gare de Saint-Hippolyte (Haut-Rhin)
Ne doit pas être confondu avec Gare de Saint-Hippolyte-la-Vallée ou Gare de Montaignac-Saint-Hippolyte.
La gare de Saint-Hippolyte (Haut-Rhin), parfois surnommée « gare du Kaiser » ou « gare du Château du Haut-Koenigsbourg », est une gare ferroviaire française de la ligne de Strasbourg-Ville à Saint-Louis, située sur le territoire de la commune de Saint-Hippolyte, dans la collectivité européenne d'Alsace (département du Haut-Rhin), en région Grand Est. La gare se trouve à proximité du château du Haut-Koenigsbourg qu'elle desservait.
Elle est mise en service en 1840 par la Compagnie du chemin de fer de Strasbourg à Bâle et fermée par la Société nationale des chemins de fer français (SNCF).
L'ancien bâtiment voyageurs, vendu par la SNCF et réaménagé en habitation privée, est classé monument historique en 1997. Il est ruiné par un incendie en février 2010.

## Situation ferroviaire
Établie à 182 mètres d'altitude, la gare de Saint-Hippolyte (Haut-Rhin) est située au point kilométrique (PK) 48,460 de la ligne de Strasbourg-Ville à Saint-Louis, entre la gare ouverte de Sélestat la gare fermée de Ribeauvillé.

## Histoire

### Gare de troisième classe - 1840
La « station de Saint-Hippolyte » est mise en service officiellement le 18 octobre 1840 par la Compagnie du chemin de fer de Strasbourg à Bâle, lorsqu'elle ouvre à l'exploitation la section de Benfeld à Colmar. Elle est établie sur le territoire du ban communal de Saint-Hippolyte, qui compte 2 239 habitants. 
C'est une « petite station » qui n'était pas prévue sur le projet d'origine de la ligne, mais qui a été ajoutée sur les études définitives du fait des avis exprimés lors des enquêtes préalables au tracé final. C'est une station de troisième classe (la plus basse et la plus courante sur la ligne), la superficie de son emprise, en dehors de celle de la ligne, est de neuf ares. Peu différentes de la gare d'Ebersheim, elle dispose : d'une cour des voyageurs avec des massifs de fleurs et d'arbustes ; d'un bâtiment principal, dû à l'architecte Félix Fries, disposant au rez-de-chaussée d'une salle d'attente, d'un petit magasin et du bureau du receveur et à l'étage d'un logement pour le receveur qui fait également office de garde-barrière ; d'une cour avec le bâtiment de service ; de deux quais long de cinquante mètres, large de 1,5 m et d'une hauteur au-dessus des rails de 15 cm à 20 cm et d'un potager.
Du 15 août 1841 au 31 mai 1842 la station de Saint-Hippolyte délivre des billets à 4 892 voyageurs pour une recette de 5 453,30 francs, auquel s'ajoute 111,30 francs pour le service des bagages et marchandises.
Le 20 avril 1854, la Compagnie des chemins de fer de l'Est succède à la Compagnie du chemin de fer de Strasbourg à Bâle.
En 1855, Hippolyte-Jules Demolière signale que la station est la plus proche du Haut-Koenigsbourg et dans les années 1860, Adolphe Joanne la situe, à environ trois kilomètres du village par un bon chemin vicinal, près de la montagne du « Hohenkoenigsbourg » et ses ruines, les touristes venant de Strasbourg descendent à la station de Saint-Hippolyte pour en faire l'ascension.
En 1871, la gare entre dans le réseau de la Direction générale impériale des chemins de fer d'Alsace-Lorraine (EL) à la suite de la défaite française lors de la guerre franco-allemande de 1870 (et le traité de Francfort qui s'ensuivit).

### Gare du « Kaiser » Guillaume II - 1903
Au début du XXe siècle, l'empereur Guillaume II décide la restauration du château du Haut-Koenigsbourg, proche de la gare, les travaux débutent en 1901, dirigés par l'architecte Bodo Ebhardt. 

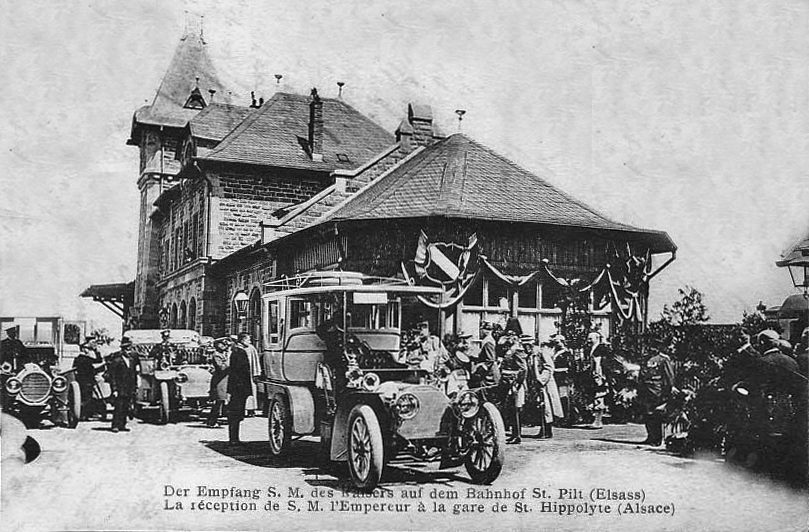
Réception de l'empereur à la gare en 1905.

Cette reconstruction nécessite de nombreux matériaux amenés par le chemin de fer et l'empereur prévoit de venir régulièrement pour suivre le chantier. La gare est réaménagée et un nouveau bâtiment voyageurs est construit de 1903 à 1907 selon les plans de l'architecte Ludwig Kriesche datant de 1901. Réalisé par Bodo Ebhardt, il est conçu pour permettre à Guillaume II d'y résider lors de ses visites. Important édifice en pierre de taille, il comporte une tour accolée au corps central et deux ailes. À l'étage une chambre avec deux fenêtres est réservée à l'empereur qui est accueilli par les enfants du village lors de ses visites.
Le 19 juin 1919, la gare entre dans le réseau de l'Administration des chemins de fer d'Alsace et de Lorraine (AL), à la suite de la victoire française lors de la Première Guerre mondiale. Puis, le 1er janvier 1938, cette administration d'État forme avec les autres grandes compagnies la SNCF, qui devient concessionnaire des installations ferroviaires de Saint-Hippolyte. Cependant, après l'annexion allemande de l'Alsace-Lorraine, c'est la Deutsche Reichsbahn qui gère la gare pendant la Seconde Guerre mondiale, du 1er juillet 1940 jusqu'à la Libération (en 1944 – 1945).
La gare de Saint-Hippolyte a servi de décor pour une scène du film La Décade prodigieuse de Claude Chabrol.
Le guichet est fermé en février 1976 par la Société nationale des chemins de fer français (SNCF). Néanmoins un arrêt est maintenu sous forme d'une halte ferroviaire sans personnel.
La gare de Saint-Hippolyte a vraisemblablement fermé en 2002, en même temps que les gares voisines d'Ostheim - Beblenheim et de Bennwihr.

## Patrimoine ferroviaire
Le bâtiment voyageurs de la gare, édifié entre 1903 et 1907, ainsi que les quais font l'objet d'une inscription au titre des monuments historiques par arrêté du 30 septembre 1997. Le corps central et sa tour sont fort semblables à la nouvelle gare de Wasselonne érigée en 1904. Sur droite se trouve une aile de deux travées prolongée par une construction en bois (désormais disparue) tandis qu'une halle aux marchandises .
L'ancien bâtiment voyageurs, devenu habitation privée, est ravagé par un incendie le 19 février 2010,. En 2012, le bâtiment en ruine est adjugé 45 000 euros à un particulier lors d'une « adjudication forcée ».  La commune de Saint-Hippolyte fait valoir son droit de préemption urbaine et rachète ce bien pour au minimum le sécuriser et agir pour sa préservation,. En 2017, la situation du bâtiment est bloquée en raison d'un imbroglio juridique entre la commune et les occupants. La partie marchandises est encore habitée.
En 2020, les occupants entreprennent la restauration du bâtiment. Un financement participatif a été lancé pour soutenir le projet.

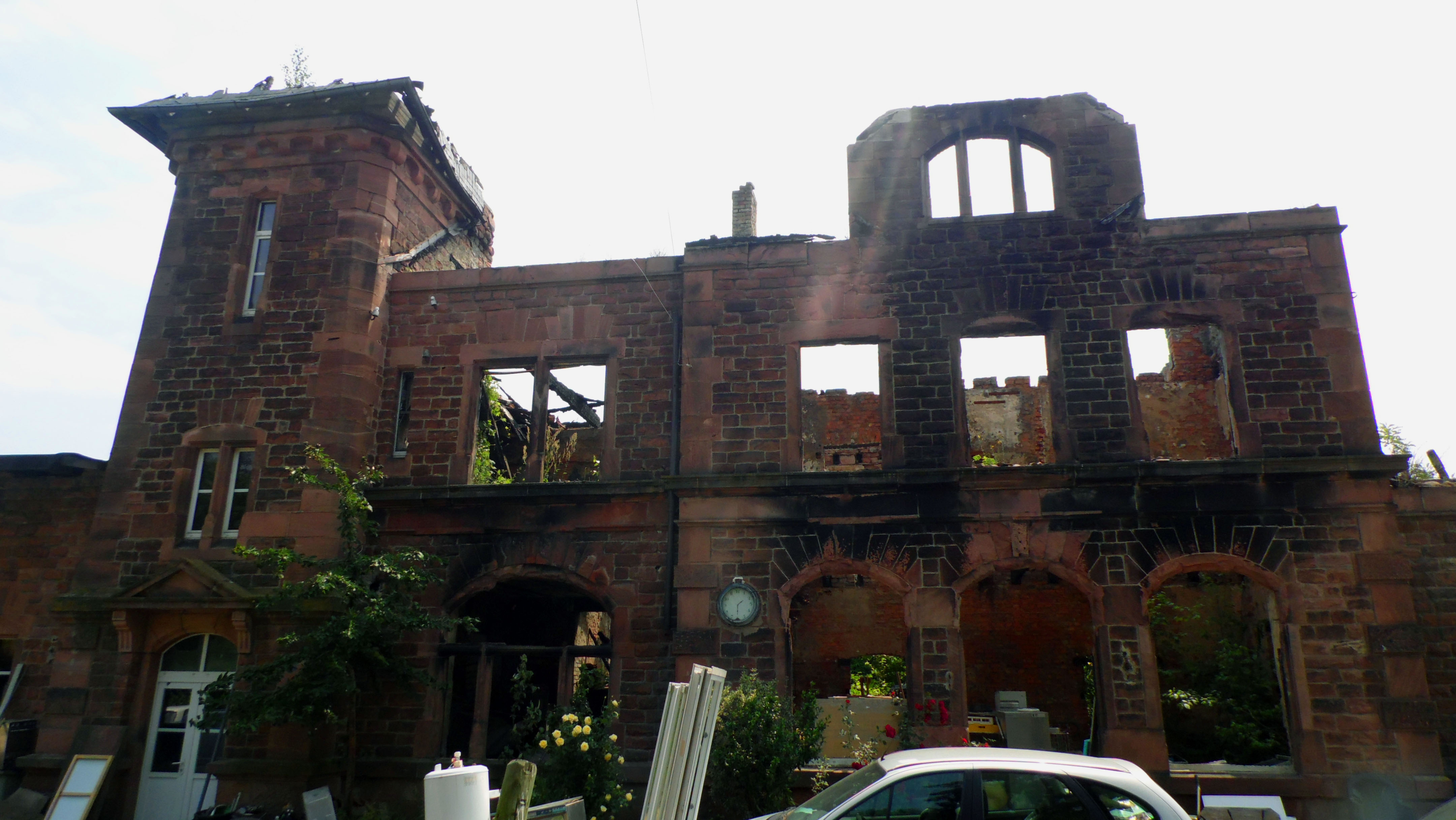
Le bâtiment en ruines en 2015.
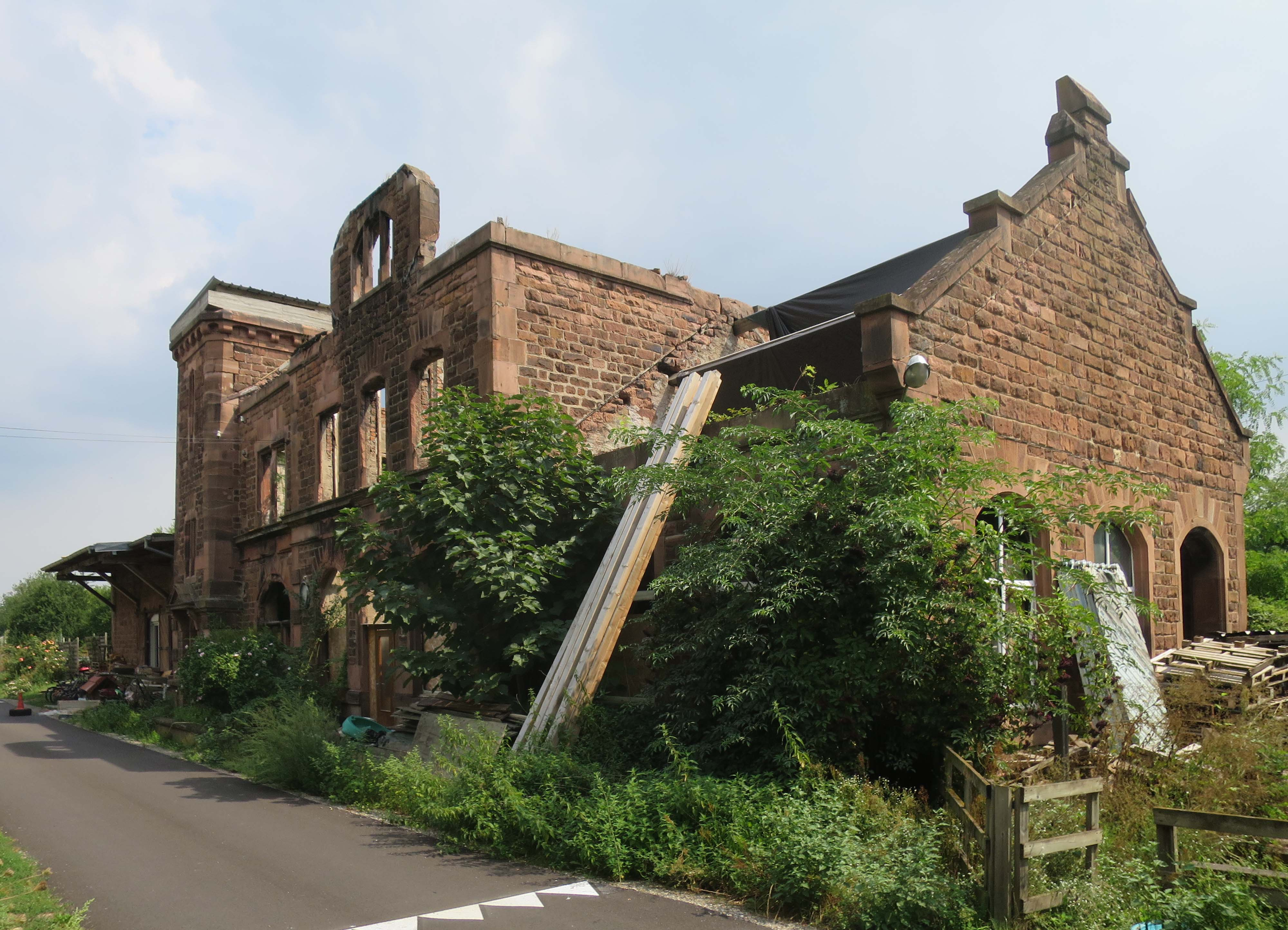
En 2022.
Plan en élévation de la façade côté voies.